# Ham muốn thể xác
Ham muốn thể xác (tựa gốc tiếng Anh: Addicted) là phim điện ảnh giật gân khiêu dâm của Mỹ năm 2014 do Bille Woodruff đạo diễn. Phim dựa trên cuốn tiểu thuyết bán chạy cùng tên của Zane, đồng thời do Christina Welsh và Ernie Barbarash viết kịch bản chuyển thể. Phim khởi chiếu tại Việt Nam vào ngày 7 tháng 11 năm 2014.